# Makiko Sakamoto
Makiko Sakamoto (en japonés: 坂本真喜子, Sakamoto Makiko; Hachinohe, 20 de noviembre de 1985) es una deportista japonesa que compitió en lucha libre.
Ganó dos medallas de bronce en el Campeonato Mundial de Lucha, en los años 2005 y 2008, y dos medallas en el Campeonato Asiático de Lucha, en los años 2005 y 2009.

## Palmarés internacional
| Campeonato Mundial  | Campeonato Mundial  | Campeonato Mundial | Campeonato Mundial |
| Año                 | Lugar               | Medalla            | Categoría          |
| ------------------- | ------------------- | ------------------ | ------------------ |
| 2005                | Budapest (Hungría)  | Medalla de bronce  | 48 kg              |
| 2008                | Tokio (Japón)       | Medalla de bronce  | 48 kg              |
| Campeonato Asiático |                     |                    |                    |
| Año                 | Lugar               | Medalla            | Categoría          |
| 2005                | Wuhan (China)       | Medalla de plata   | 48 kg              |
| 2009                | Pattaya (Tailandia) | Medalla de bronce  | 48 kg              |